# 41502 Denchukun
41502 Denchukun è un asteroide della fascia principale. Scoperto nel 2000, presenta un'orbita caratterizzata da un semiasse maggiore pari a 2,3317418 UA e da un'eccentricità di 0,2754269, inclinata di 5,03265° rispetto all'eclittica.